# Dominion Tower
Dominion Tower (или Пересвет-Плаза) — бизнес-центр на юго-востоке Москвы в районе Дубровки, построенный по проекту Захи Хадид. Открытие здания состоялось в 2015 году.

## История
Проект здания выполнен архитектурным бюро Захи Хадид Zaha Hadid Architects по заказу девелопера «ДоминионМ» Владимира Мельника. Строительство бизнес-центра началось в 2008 году, однако из-за экономического кризиса работы на некоторое время были приостановлены. При участии российского архитектора Николая Лютомского проект был доработан и адаптирован для московских условий того периода, и в 2012 году строительство возобновилось. Открытие здания состоялось 25 сентября 2015 года.
По словам заместителя директора «ДоминионМ» Ольги Еременко, в проект было инвестировано 2,3 млрд рублей, из которых 1,8 млрд было потрачено на строительные работы и монтаж. Несмотря на уникальную архитектуру и концепцию, бизнес-центр не вполне востребован. Есть мнение, что это связано как с неудачным расположением здания, так и с высокими арендными ставками. Среднерыночная цена аренды качественных офисных помещений в этом районе на 2017 год составляет около 20 тысяч рублей за квадратный метр, в то время как аренда одного квадратного метра в Dominion Tower стоит 24 тысячи рублей в год без учёта обслуживания и НДС. В 2015 году было сдано 40 % площадей бизнес-центра. На 2017 год треть офисных помещений занимает один арендатор — Фонд ЖКХ. По мнению главного архитектора Москвы Сергея Кузнецова, важно создавать подобные объекты не только в центре столицы, но и на удалённых территориях. В 2016 году в Москве были подведены итоги премии за лучший реализованный интерьер офиса и бизнес-пространства Best Office Awards 2016. Dominion Tower стал победителем в номинации «Лучший атриум бизнес-центра». С 21 мая 2016 года владельцем здания является семья Гуцериевых-Шишханова, крупнейших собственников коммерческой недвижимости в России. Dominion Tower записан на одну из структур группы «Сафмар». По данным РБК, здание перешло к ним от бывшего собственника «ДоминионМ» в счет долга МДМ Банку, который в ноябре 2016 года объединился с входящим в группу «Сафмар» Бинбанком.
В июне 2020 года здание было выставлено в открытую продажу на сайте Авито за сумму 3,2 млрд рублей. В объявлении указано, что первые три этажа заняты арендаторами.

## Архитектура
Бизнес-центр представляет собой семиэтажное здание общей площадью 21,4 тысячи м², из которых 9,7 тысяч м² отведено под офисные помещения. Также в здании располагается парковка на 251 место.
В первоначальном проекте присутствовали 20-метровые консоли, бесшовные меняющие цвет панели и элементы, создающие ощущение полёта. Однако в процессе адаптации проекта под российские реалии было принято решение сократить «сдвиги» до 8 метров и отказаться от некоторых элементов.
Проектирование бизнес-центра осуществлялось по методологии параметрической архитектуры — с применением компьютерной графики на специально созданном программном обеспечении. Данная технология использовалась и при создании других крупных проектов Захи Хадид, например Центра водных видов спорта в Англии, Культурного центра Гейдара Алиева в Азербайджане, Национального музея искусств MAXXI века в Италии и других. По словам заместителя генерального директора Zaha Hadid Architects Патрика Шумахера, в основу проекта легли принципы русского авангарда, которые потом были развиты в современной архитектуре.

Здание выглядит как сдвинутые тектонические плиты. Мы хотели создать ощущение, что оно как будто бы раздвигает свои границы, придать ему уникальные черты и открыть вид на город.— Кристос Пассас, директор по проектам в архитектурном бюро Захи Хадид
Фасад здания имеет чёткое деление на горизонтальные отсеки, а каждый этаж смещён относительно предыдущего и последующего. Одной из главных задач архитектора явилось создание открытых трёхмерных пространств, отсутствие противопоставления вертикалей и горизонталей, пола и стен, с торцов здание можно увидеть насквозь. В оформлении фасада использованы белый камень, стекло и алюминиевая отделка, которая меняет цвет в зависимости от освещения и угла зрения.
Перед бизнес-центром расположен сквер, открытый для всех желающих.

### Интерьер

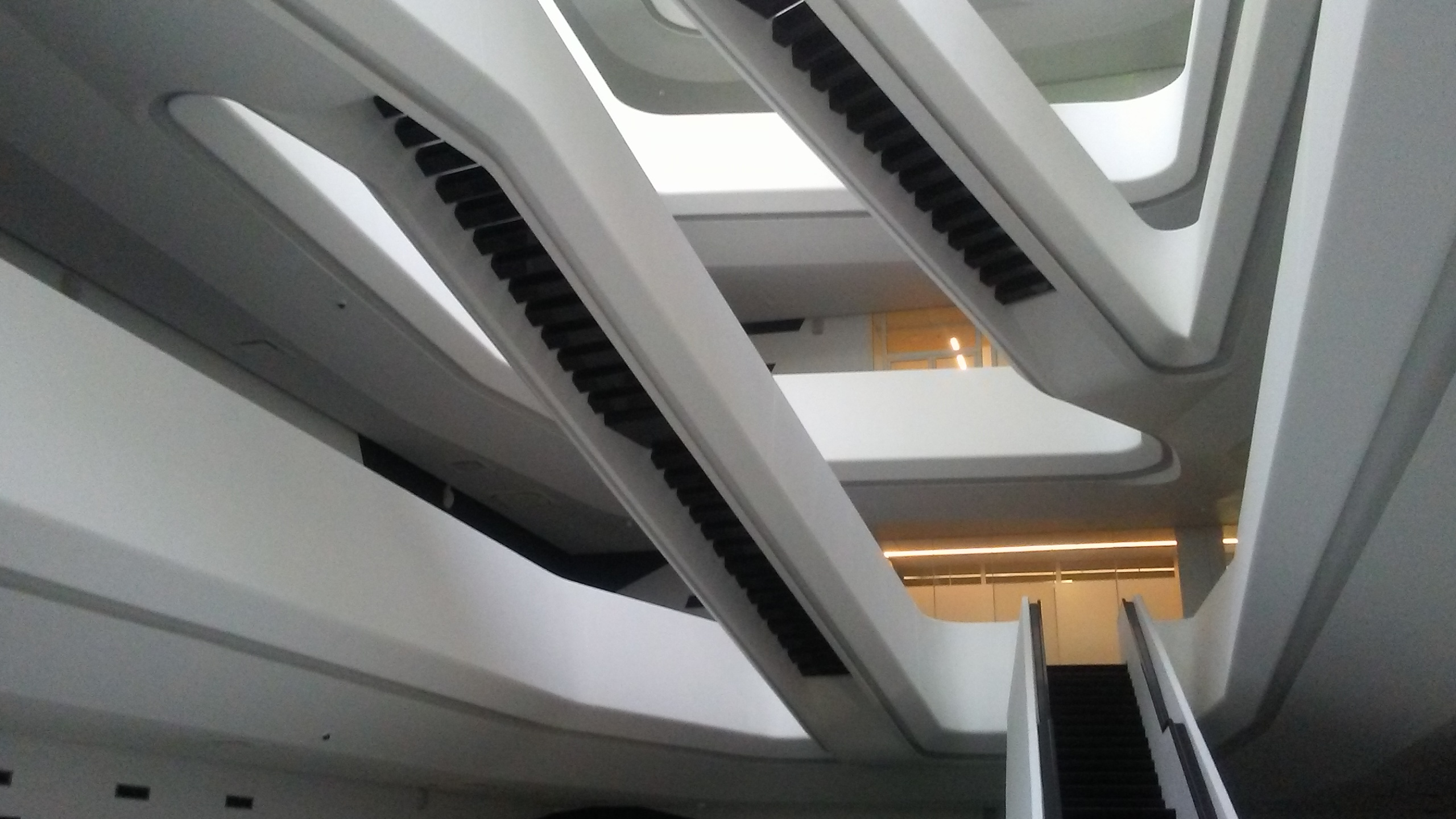
Интерьер

При внутреннем оформлении здания акцент делался на создании фирменной «текучести», прозрачности пространства, для чего ряды столбов, которые поддерживают плиты, были сдвинуты к внешним контурам. Внутри здание отличают асимметрия, динамичные формы, минимализм деталей, свободное расположение лестниц, лаконичное сочетание монохромных архитектурных элементов. В оформлении интерьера бизнес-центра использовано два цвета — белый и чёрный. Авторы проекта считают, что использование белого цвета и организация свободных, открытых, заполненных светом пространств создают ощущение безграничности и невесомости. Офисные помещения имеют ортогональную планировку, что дает возможность обустроить как опен-спейсы, так и отдельные кабинеты. Кроме офисных помещений, внутри расположен холл-атриум, на первом уровне которого находятся стойка информации и зона ожидания. На пол нанесены чёрные линии, указывающие направление к стойке, лифтам и лестницам. Формы и извилистость линий лестниц подчеркнуты светодиодной подсветкой и контрастом ступеней чёрного цвета и белых скульптурных ограждений.

## Центр в культуре
В здании снимались сцены российского постапокалиптического боевика «Танцы насмерть».